# Michel Dorigny
Pour les articles homonymes, voir Dorigny.
Michel Dorigny, né en 1616 à Saint-Quentin et mort le 20 février 1665 à Paris, est un peintre et graveur français.
Il est l'élève et le gendre du peintre Simon Vouet (1590-1649).

## Biographie

### Enfance à Saint-Quentin-en-Vermandois
Il semble que Michel Dorigny provienne d'un milieu assez aisé. Son père Nicolas est conseiller du roi et son oncle, François Dorigny, est prêtre et chanoine. Aucun membre de sa famille ne proviendrait d'un milieu artistique. Dorigny sera le proche collaborateur de Simon Vouet, Premier peintre du Roi.

### Débuts dans les ateliers de Lallemant et Vouet
Le 9 ou 11 février 1630, il quitte Saint-Quentin pour entrer dans l'atelier de Georges Lallemant, qu'il ne quitte qu'en mars 1635. Ce peintre demeure peu connu aujourd'hui, et pourtant sont sortis de son atelier des peintres aussi célèbres que Nicolas Poussin, Philippe de Champaigne ou Laurent de La Hyre. Michel Dorigny entre ensuite dans l'atelier de Simon Vouet en 1638. La période de 1635 à 1637 reste obscure sur ses activités. Dès ses débuts dans l'atelier de Vouet, il dut reproduire ses principales œuvres en estampe afin de diffuser la manière du maître. Dès 1637, Vouet lui commande une série de 17 planches qui paraissent en 1638. Elles ont pour thème les plafonds que Simon Vouet est en train de réaliser au château de Chilly, des parties du retable de Saint-Eustache, ou les décors de l'hôtel Séguier. Il travaille dans cet atelier jusqu'en 1649, date de la mort du maître, et prend son indépendance artistique.

### De l'atelier de Vouet à l'indépendance
Élève et collaborateur de Simon Vouet, Michel Dorigny n'en a pas laissé sa carrière de côté. Bien qu'il soit très peu étudié et que son œuvre soit dispersé dans le monde entier, on lui connaît de nombreuses huiles sur toile sur des sujets exclusivement religieux ou mythologiques. Il a également été, comme son maître, un admirable décorateur du Paris de Louis XIII. Beaucoup de ses plafonds du XVIIe siècle ont été détruits, ou sont dans des demeures privées. En 1640, Dorigny et Vouet passent ensemble un contrat pour « ouvrages de peintures et planches » prévu pour durer du 9 décembre 1640 au 1er août 1646. Dorigny en gagnera 220 livres par année. Il semble que la collaboration se soit déroulée jusqu'au mariage de ce dernier, en 1648.
Le 27 janvier 1648, un arrêt du Conseil d'État constitue la naissance de l'Académie royale de peinture et de sculpture. Simon Vouet qui était le peintre le plus éminent du moment n'a pas été choisi pour en devenir le directeur. Il mourra l'année suivante, le 17 juillet 1649. Michel Dorigny obtient de lui succéder dans la jouissance de son logis et de son atelier : il s'installe aux galeries du palais du Louvre avec son épouse et obtient la permission royale en 1651 de poursuivre la diffusion des estampes qu'il réalise d'après son maître avec son beau-frère, François Tortebat. De la mort de Vouet à sa propre disparition en 1665, Michel Dorigny va véritablement s'imposer à Paris en se détachant du style de son maître. En 1660, François Tortebat lui demande de réaliser un arc de triomphe à l'occasion de l'entrée de Louis XIV et de Marie-Thérèse d'Autriche, arc s'élevant juste avant celui de Charles Le Brun, prouvant ainsi sa notoriété et son talent. Il sera reçu à l'Académie royale le 3 mars 1663, en même temps que Jean Nocret et Nicolas Mignard, à titre de conseiller. Il est nommé professeur l'année suivante.

### Vie privée
La vie privée de Michel Dorigny est étroitement liée à sa vie professionnelle. À l'instar de François Tortebat, Michel Dorigny épouse une des filles de Simon Vouet, Jeanne-Angélique Vouet (née le 13 mai 1630). Le contrat de mariage est signé le 16 janvier 1648. Ils se marient le 11 février 1648 à l'église Saint-Germain-l'Auxerrois. Sur le contrat de mariage, Michel Dorigny porte le titre de « peintre ordinaire du Roy ». Le jeune couple s'installe rue Saint-Thomas-du-Louvre. Ensemble, ils auront trois enfants : Nicolas et Louis, qui deviendront peintre et graveur, et un troisième enfant, Jean-Baptiste, enterré en 1649.
Il meurt le 20 février 1665 à Paris au palais du Louvre. Il fut enterré le lendemain dans l'église où il s'est marié, en présence de quarante prêtres. Sa femme meurt en 1680.

## Principales œuvres

### Peintures de chevalet
Michel Dorigny s'est illustré dans les genres les plus estimés que l'Académie royale définira quelques années après. Toutefois, les sujets mythologiques semblent largement prédominer sur la peinture religieuse. On ne lui connaît aucun paysage, portrait ou nature morte. Ayant suivi la manière de Simon Vouet, il est difficile de lui attribuer ses œuvres.

### Plafonds et grands décors
Dès ses débuts avec Simon Vouet, Dorigny a participé à la réalisation de grands décors dans des hôtels particuliers, comme celui de l'hôtel Séguier au 5, rue Gît-le-Cœur à Paris. Devenu indépendant, il a poursuivi son activité de décorateur, livrant à Paris et sa région des ensembles décoratifs dont beaucoup ont été détruits.
Dans le palais Mazarin à Paris (abritant aujourd'hui le département des estampes et de la photographie de la Bibliothèque nationale de France), une figure de L'Abondance peinte sur un double plafond séparé par une poutre lui est attribué.
Un plafond et une alcôve peints pour le château de Colombes et transférés au château des Lions, aujourd'hui mairie du Port-Marly, sont de la main de Vouet et Dorigny. Vouet a peint le compartiment central disparu, connu d'après une gravure de Jean Boulanger. Dorigny a peint Les Quatre Saisons de la voussure et Le Point du Jour et de la Rosée de l'alcôve.
Pour la reine Anne d'Autriche au château de Vincennes, Dorigny a réalisé de nombreux plafonds en partie conservés au château ou au musée du Louvre. Ce dernier conserve La Force et la Prudence, ainsi que La Tempérance, L'Amérique, L'Europe, L'Afrique, L'Asie et deux tondi représentant des génies tenant les armes d'Anne d'Autriche. Le château de Vincennes conserve La Renommée et la Justice, une Allégorie à la gloire de Philippe d'Orléans, frère de Louis XIV et Flore et Zéphyr. Une grande composition d'Apollon et les Muses a été détruite lors de la Seconde Guerre mondiale.
À l'hôtel de Lauzun, Michel Dorigny réalise entre 1656 et 1657 des plafonds où l'influence de Vouet est moins perceptible. Il y peint Diane et Endymion, Flore et Zéphyr, Le Triomphe de Vénus, Le Triomphe de Cérès et un Triomphe de Flore.
Dorigny aurait également participé à la décoration de l'hôtel de Ribault, de l'hôtel d'Hesselin, de l'hôtel Amelot de Bisseuil et du château de Dampierre-en-Burly, entre autres.

### Estampes
Michel Dorigny a gravé près de 140 estampes à la pointe sèche. Le catalogue de l'œuvre gravé de Michel Dorigny a été publié par Alexandre-Pierre-François Robert-Dumesnil en 1839.

### Dessins
- Bacchanale avec un homme et une femme portant un vase, pierre noire sur papier beige. H. 0,278 ; L. 0,203[6]. Paris, Beaux-Arts de Paris.
- Bacchanale avec deux nymphes dansant, pierre noire sur papier beige. H. 0,271 ; L. 0,206 m[7]. Paris, Beaux-Arts de Paris. Ces deux dessins de bacchanales constituent avec trois autres une série cohérente et autonome. Ils sont à mettre en relation avec une suite de six Bacchanales gravées à l'eau-forte et au burin par Dorigny d'après ses propres inventions. Il s'agit donc d'études très achevées datant de la fin des années 1630 et du début des années 1640[8].
- Femme de profil à droite vue à mi-corps, étude de la tête de la figure, entre 1635 et 1640, pierre noire et rehauts de craie blanche sur papier bleu, 12,7 x 19,5 cm, Orléans musée des Beaux-Arts[9].

## Galerie

Œuvres de Michel Dorigny
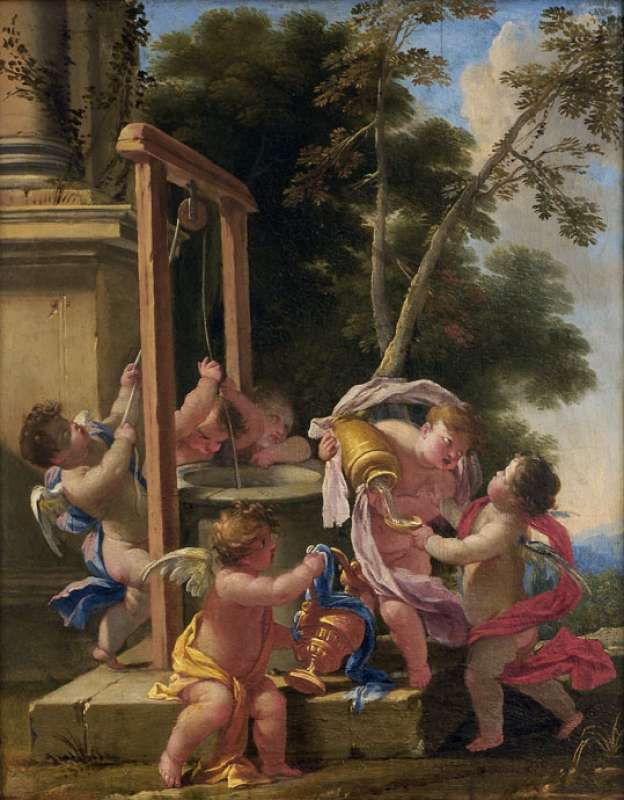
Angelots tirant l’eau d’un puits, huile sur bois, 59,5 × 47,5 cm, Strasbourg, musée des beaux-arts.
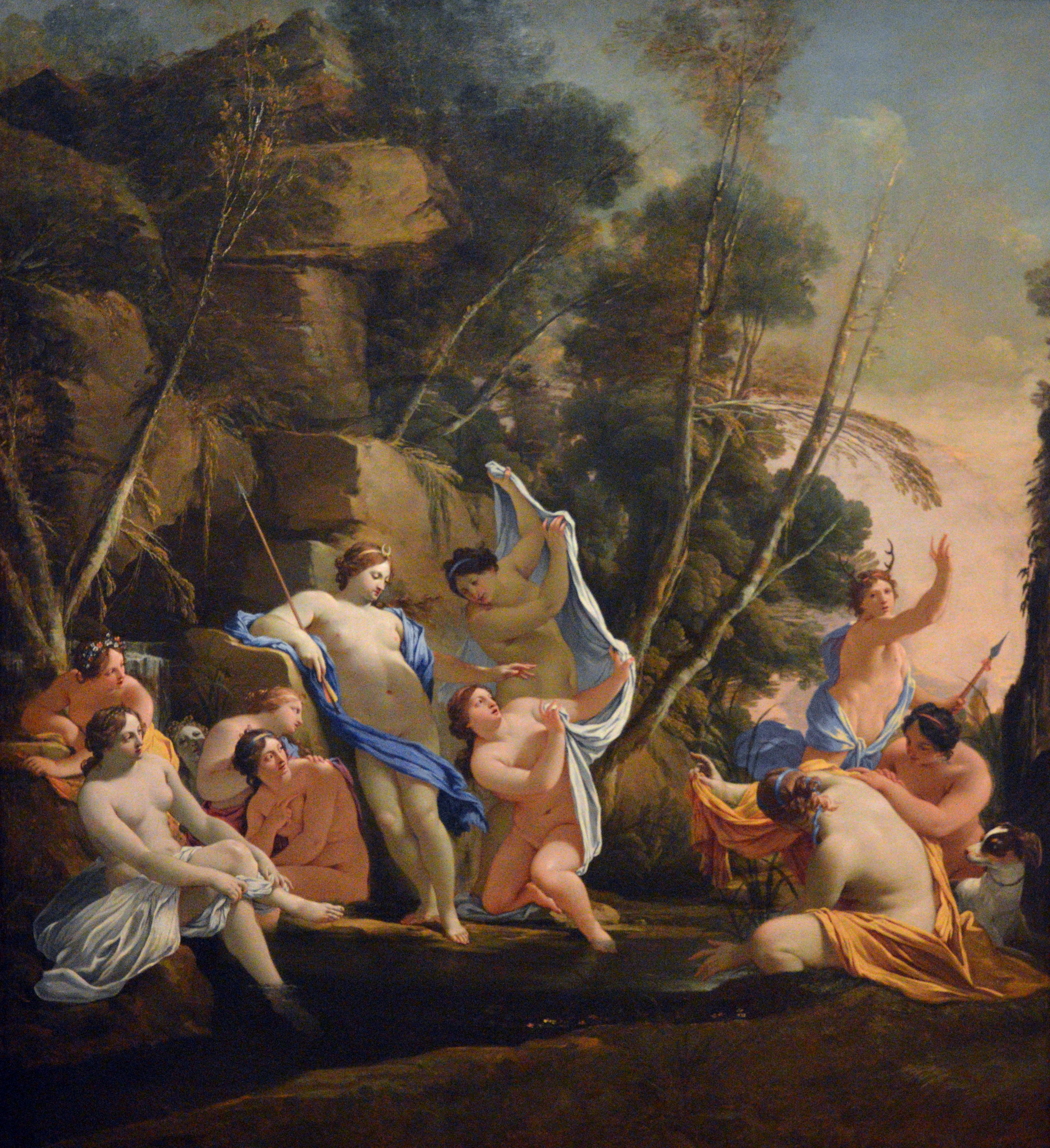
Diane et Actéon (vers 1630), huile sur toile, 223 × 266 cm, Paris, Petit Palais.
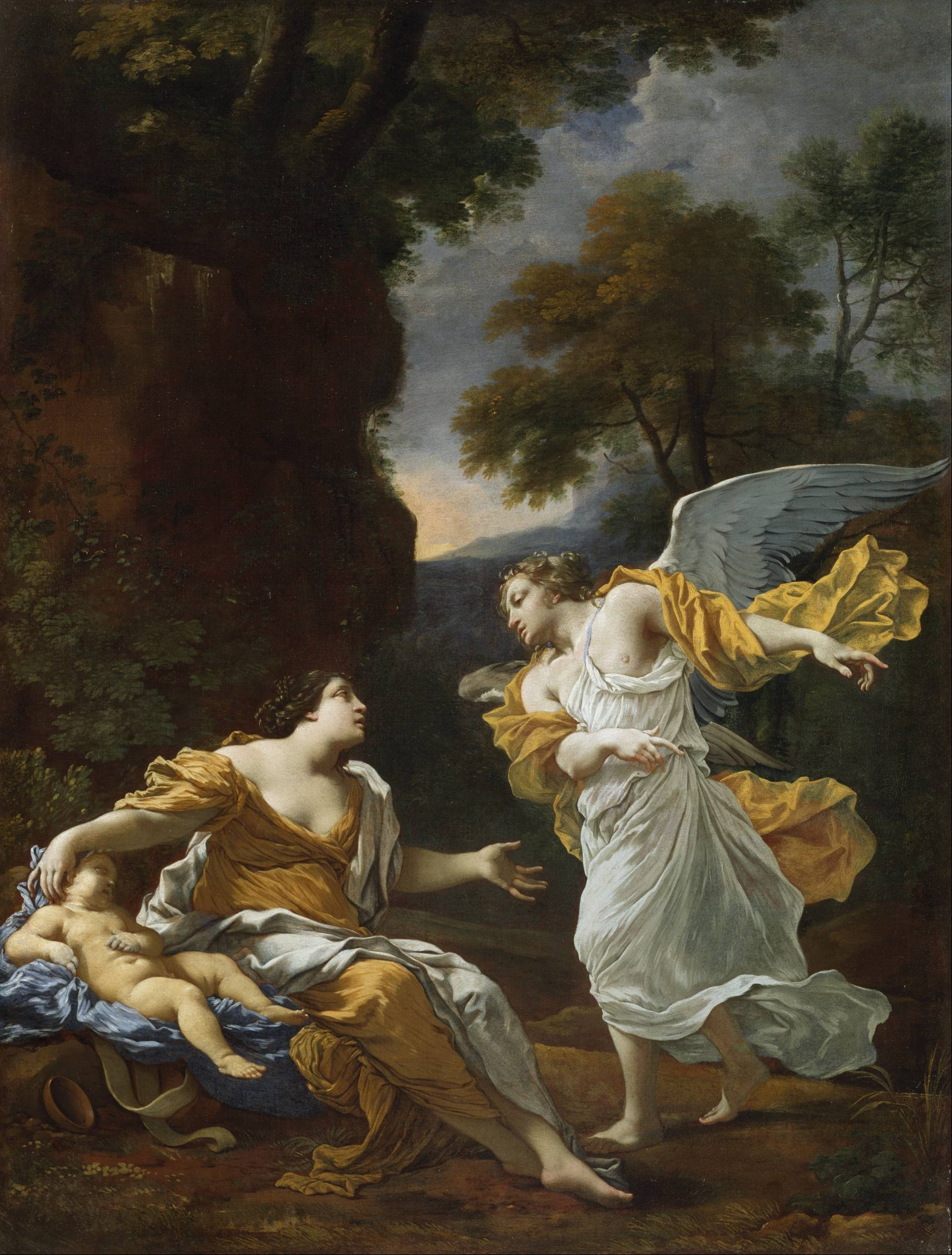
Agar et l’Ange (vers 1645), huile sur toile, Houston, musée des beaux-arts.
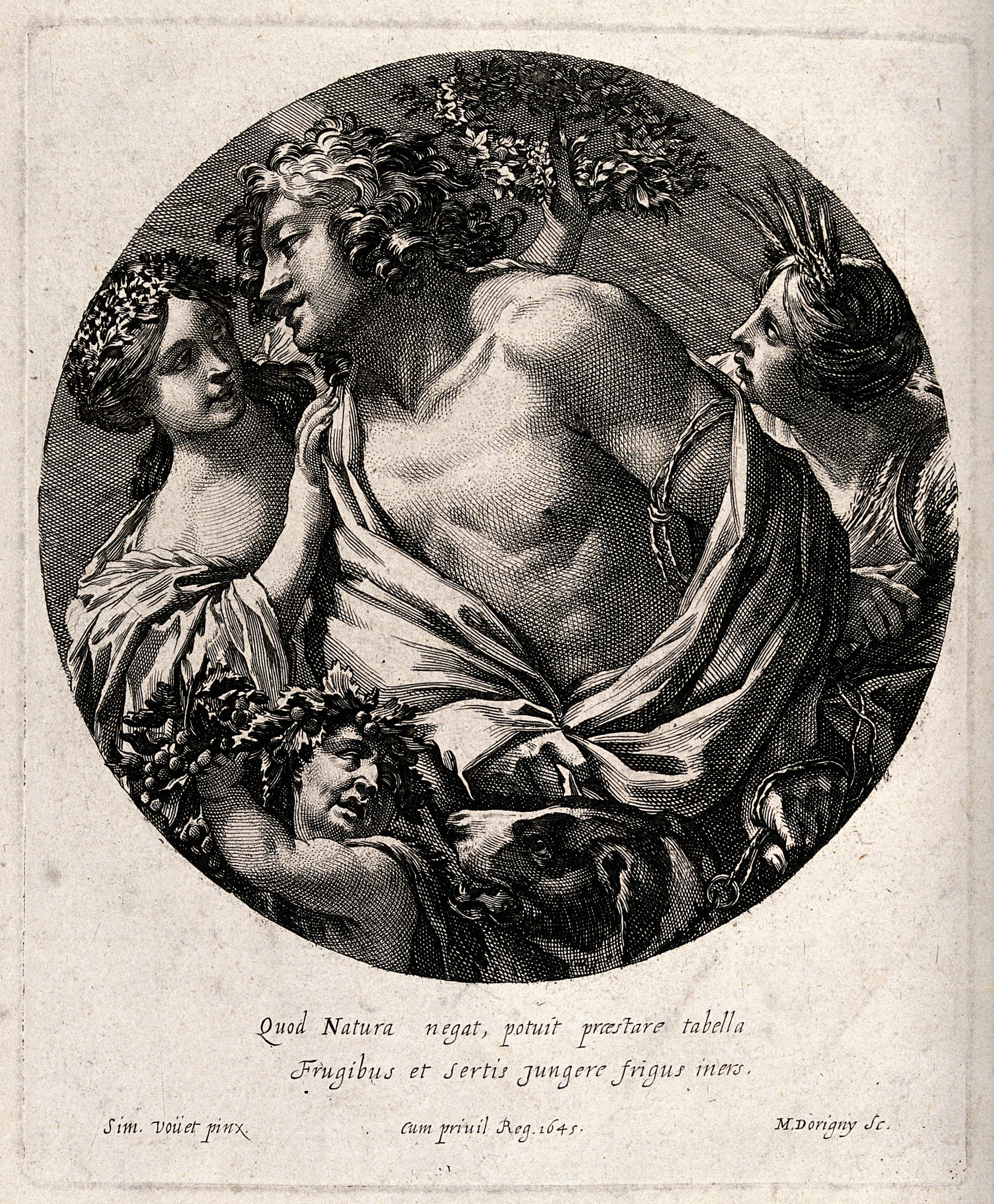
Bacchus (1645), gravure au burin.
Pan et Syrinx (1657), huile sur toile, 98 × 131 cm, Paris, musée du Louvre.